# Királyi Művészeti Akadémia
A Királyi Művészeti Akadémia (angolul: Royal Academy of Arts) művészeti intézmény Londonban. Székhelye a Burlington House épületében van.
A Királyi Művészeti Akadémiát III. György brit király alapította, 1768-ban. A kezdeti időszakban a Pall Mallen volt egy kisebb székháza, majd megkapták a Somerset-házat. Szerettek volna végleges elhelyezést a Trafalgar téri közös épületben a National Galleryvel (Nemzeti Képtár), de ez nem valósulhatott meg, mert a Nemzeti Képtár maga is helygondokkal küzdött, gyűjteményei sokasodtak, s bővíteni kellett az épületet.
A Királyi Művészeti Akadémia oktatással foglalkozik, és kiállításokat rendez. 1769 óta építész-, szobrász- és festőiskolát tart fenn. 1868-ban, fennállásának 100. évfordulóján kapta méltó mai épületét. Lord Burlington építtette magának saját tervei alapján, neoreneszánsz stílusban, 1695–1743 közt. A házat és a hozzá tartozó kertet 1854-ben vásárolta meg az állam, majd ráépíttetett egy emeletet, és megtoldatta két szárnyépülettel. Terveztettek hozzá Sidney Smirk által egy viktoriánus homlokzatot. Jelenleg a Királyi Művészeti Akadémia éppen az eredeti Burlington-ház épületrészben tevékenykedik.
A Királyi Művészeti Akadémia első elnöke korának híres arcképfestője, Sir Joshua Reynolds (1723–1792) volt.

## A Királyi Művészeti Akadémia elnökei 1798-tól

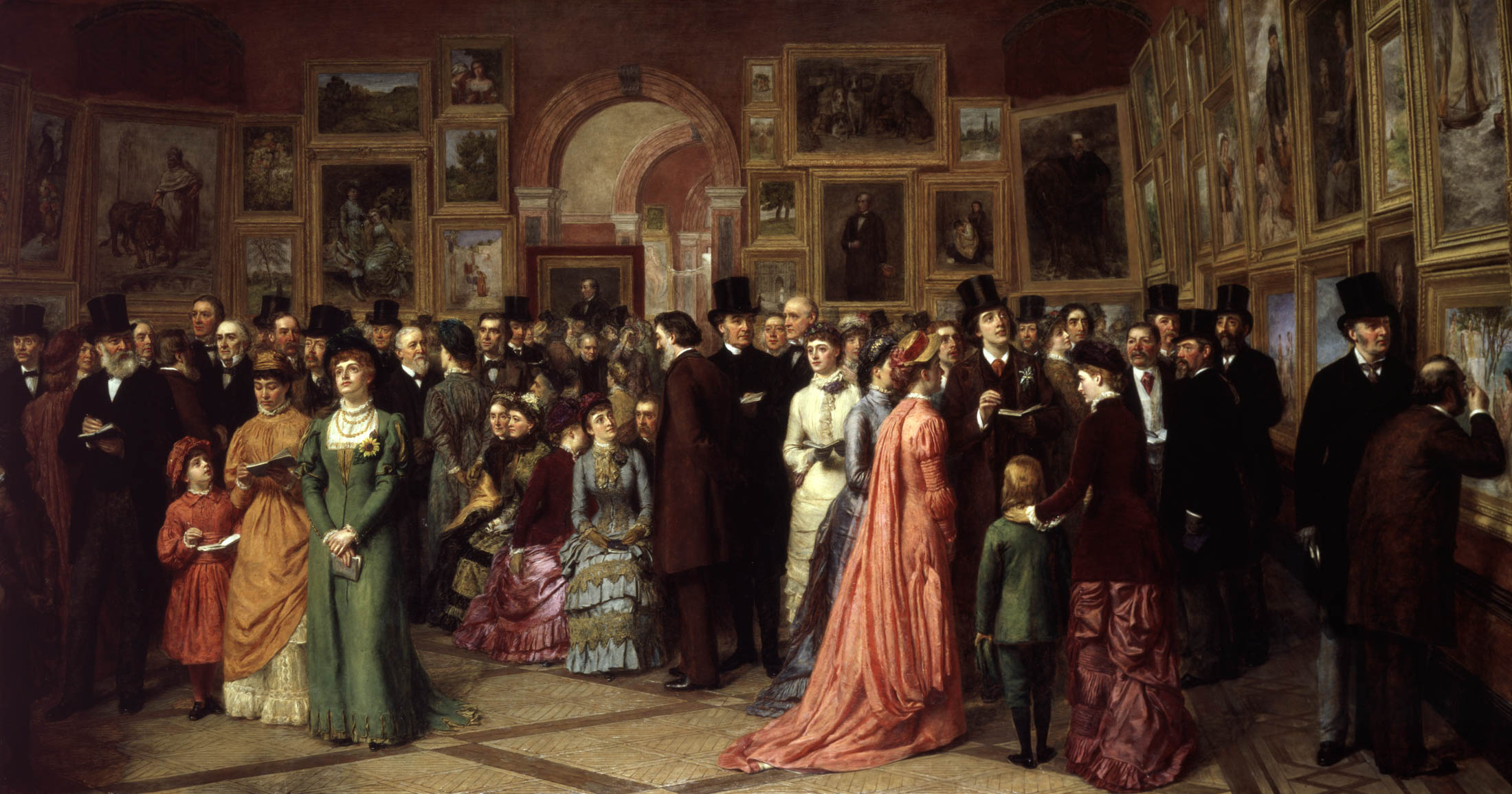
Látogatás a Királyi Művészeti Akadémiában, (1881) (kiállítóterem-belső, William Powell Frith festménye)

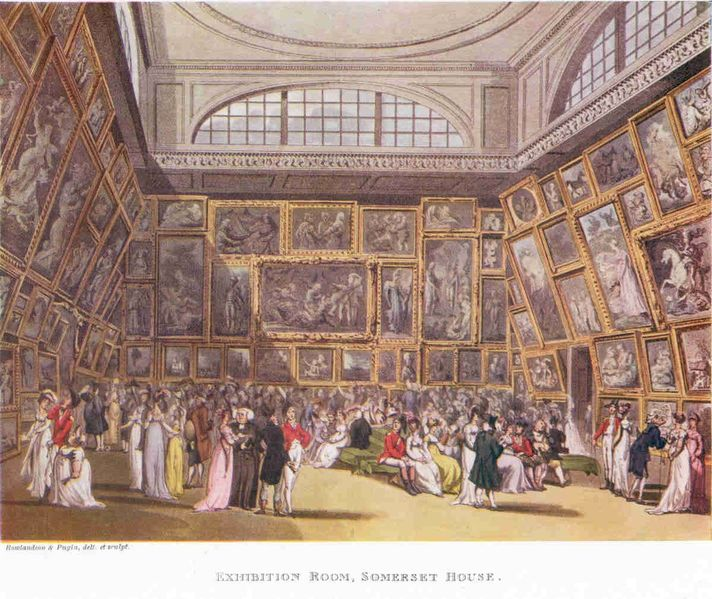
Kiállítóterem a Királyi Művészeti Akadémia régi otthonában, a Somerset-házban (Thomas Rowlandson és Augustus Pugin festménye, 1800)

| Név                       | Időszak          |
| ------------------------- | ---------------- |
| Sir Joshua Reynolds       | 1768–1792        |
| Benjamin West             | 1792–1805        |
| James Wyatt               | 1805–1806        |
| Benjamin West             | 1806–1820        |
| Sir Thomas Lawrence       | 1820–1830        |
| Sir Martin Archer Shee    | 1830–1850        |
| Sir Charles Lock Eastlake | 1850–1865        |
| Sir Francis Grant         | 1866–1878        |
| Lord Leighton             | 1878–1896        |
| Sir John Everett Millais  | 1896. febr.–aug. |
| Sir Edward Poynter        | 1896–1918        |
| Sir Aston Webb            | 1919–1924        |
| Sir Frank Dicksee         | 1924–1928        |
| Sir William Llewellyn     | 1928–1938        |
| Sir Edwin Lutyens         | 1938–1944        |
| Sir Alfred Munnings       | 1944–1949        |
| Sir Gerald Kelly          | 1949–1954        |
| Sir Albert Richardson     | 1954–1956        |
| Sir Charles Wheeler       | 1956–1966        |
| Sir Thomas Monnington     | 1966–1976        |
| Sir Hugh Casson           | 1976–1984        |
| Sir Roger de Grey         | 1984–1993        |
| Sir Philip Dowson         | 1993–1999        |
| Phillip King              | 1999–2004        |
| Sir Nicholas Grimshaw     | 2004–2007        |